# Julián Gutiérrez (judista, 1975)
Julián Gutiérrez Palma (* 2. srpna 1975 Xalapa) je bývalý mexický zápasník – judista.

## Sportovní kariéra
Pochází z judistické rodiny. Oba jeho rodiče jsou významní sportovní činovníci v mexickém státě Veracruz. S judem začínal v rodné Xalapě. Vrcholově se připravoval v Ciudad de México ve sportovním tréninkovém centru CONADE pod vedením kubánských a mexických trenérů. V mexické mužské reprezentaci se prosadil teprve ve svých třiceti letech od roku 2005 ve střední váze do 90 kg. V roce 2008 se na olympijské hry v Pekingu nekvalifikoval. Od roku 2010 startoval v polotěžké váze do 100 kg. Sportovní kariéru ukončil v roce 2012 po nevydaření kvalifikaci na olympijské hry v Londýně. Věnuje se trenérské práci. Syn Julián reprezentoval Mexiko na olympijských hrách mládeže v Buenos Aires v roce 2018.

## Výsledky
| Turnaj                  | 2006         | 2007         | 2008         | 2009         | 2010         | 2011      | 2012      |
| Turnaj                  | 31           | 32           | 33           | 34           | 35           | 36        | 37        |
| Turnaj                  | střední váha | střední váha | střední váha | střední váha | střední váha | polotěžká | polotěžká |
| ----------------------- | ------------ | ------------ | ------------ | ------------ | ------------ | --------- | --------- |
| Olympijské hry          |              |              | —            |              |              |           | —         |
| Mistrovství světa       |              | úč.          |              | —            | —            | —         |           |
| Panamerické hry         |              | 5.           |              |              |              | —         |           |
| Panamerické mistrovství | 5.           | úč.          | 5.           | —            | —            | —         | úč.       |
| Středoamerické a k. hry | 3.           |              |              |              | —            |           |           |